# Ellen Stratton
Ellen Stratton, född 9 juni 1939 i Marietta, Mississippi, USA, är en amerikansk fotomodell och skådespelare.
Ellen Stratton utsågs till herrtidningen Playboys Playmate of the Month i december 1959. Hon var även Playboys allra första Playmate of the Year 1960.